# Acteon
Acteon Montfort, 1810 è un genere di molluschi gasteropodi appartenente alla famiglia Acteonidae.

## Tassonomia
Il genere comprende le seguenti specie:
- Acteon aethiopicus E. von Martens, 1902
- Acteon antarcticus Thiele, 1912
- Acteon aphyodes Valdès, 2008
- Acteon archibenthicola Habe, 1955
- Acteon areatus Verco, 1907
- Acteon baracoensis Espinosa & Ortea, 2014
- Acteon boteroi Valdès, 2008
- Acteon buccinus Valdès, 2008
- Acteon candens Rehder, 1939
- Acteon castus Hinds, 1844
- Acteon cebuanus Lan, 1985
- Acteon chauliodous Valdès, 2008
- Acteon chrystomatus Valdès, 2008
- Acteon cinereus R. B. Watson, 1883
- Acteon cohibilis Valdès, 2008
- Acteon comptus Valdès, 2008
- Acteon conicus Thiele, 1925
- Acteon danaida Dall, 1881
- Acteon dancei Poppe, Tagaro & Stahlschmidt, 2015
- Acteon delicatus Dall, 1889
- Acteon dolichoroseus Iredale, 1936
- Acteon editus Valdès, 2008
- Acteon exiguus Mörch, 1875
- Acteon fasuloi Crocetta, Romani, Simone & Rolán, 2017
- Acteon finlayi Stearns, 1898
- Acteon fortis Thiele, 1925
- Acteon fragilis Thiele, 1925
- Acteon fructuosus Iredale, 1936
- Acteon hebes A. E. Verrill, 1885
- Acteon herosae Valdès, 2008
- Acteon incisus Dall, 1881
- Acteon ionfasciatus Valdès, 2008
- Acteon isabella Poppe, Tagaro & Goto, 2018
- Acteon juvenis Dall, 1927
- Acteon lacunatus Dall, 1927
- Acteon laetus Thiele, 1925
- Acteon loyautensis Valdès, 2008
- Acteon maltzani Dautzenberg, 1910
- Acteon melampoides Dall, 1881
- Acteon mirim Cunha, 2011
- Acteon monterosatoi Dautzenberg, 1889
- Acteon nakayamai Habe, 1952
- Acteon osexiguus Valdès, 2008
- Acteon panamensis Dall, 1908
- Acteon parallelus Dall, 1927
- Acteon particolor Dall, 1927
- Acteon pelecais Marcus, 1972
- Acteon perforatus Dall, 1881
- Acteon profundus Valdès, 2008
- Acteon pudicus A. Adams, 1854
- Acteon retusus Verco, 1907
- Acteon rhektos Valdès, 2008
- Acteon ringiculoides Valdès, 2008
- Acteon roseus Hedley, 1906
- Acteon secale Gould, 1859
- Acteon semisculptus E. A. Smith, 1890
- Acteon senegalensis Petit de la Saussaye, 1851
- Acteon soyoae Habe, 1961
- Acteon splendidulus Mörch, 1875
- Acteon subincisus Okutani, 1968
- Acteon subroseus Iredale, 1936
- Acteon teramachii Habe, 1950
- Acteon tornatilis Linnaeus, 1758
- Acteon traskii Stearns, 1898
- Acteon valentina Poppe, Tagaro & Stahlschmidt, 2015
- Acteon vangoethemi Poppe, Tagaro & Stahlschmidt, 2015
- Acteon venustus d'Orbigny, 1840
- Acteon virgatus Reeve, 1842
- Acteon yamamurae Habe, 1976